# گنزه، اردوباد
گنزه (به ترکی آذربایجانی: Gənzə) یک منطقهٔ مسکونی در جمهوری آذربایجان است که در شهرستان اردوباد واقع شده‌است. گنزه ۱٬۳۸۰ نفر جمعیت دارد.
نام گنزه شکلی است از نام گنجه که از واژه فارسی گنج آمده است.